# Bill Randolph
Bill Randolph (Detroit, 11 de outubro de 1953) é um ator e designer gráfico norte-americano.

## Primeiros anos
Na década de 1970, Randolph frequentou a Lincoln High School, Califórnia, onde atuou em peças escolares. Depois disso, participou de um programa de treinamento de teatro na Allan Hangcock College, também na Califórnia.

## Carreira
Randolph iniciou sua carreira no teatro, sendo a comédia Gemini, que ele encenou por dois anos na Broadway, seu trabalho mais notável nos palcos. Seu primeiro filme foi Dressed to Kill (1980), porém, ele é mais conhecido por interpretar Jeff no filme de terror Friday the 13th Part 2 (1981). Também estrelou o longa-metragem Penn & Teller Get Killed (1989) e sua aparição cinematográfica mais recente foi em Guilty as Charged, lançado em 1991. Ele participou em episódios de programas televisivos como Hill Street Blues e As the World Turns, além de ter estrelado a telessérie Trauma Center (1983) e a série de curta duração Comedy Zone (1984). Randolph se aposentou da atuação no início da década de 1990 para seguir uma carreira mais estável como designer gráfico, trabalhando para o New York Daily News.

## Vida pessoal
Na época em que cursava a faculdade de atuação, ele conheceu sua futura esposa, a dançarina Terese Capucilli, aluna da premiada dançarina e coreógrafa Martha Graham. Randolph e Capucilli tiveram um filho, Thompson, nascido em 2003.

## Filmografia

### Cinema
| Ano  | Título                                                         | Papel                | Notas                 | Ref.   |
| ---- | -------------------------------------------------------------- | -------------------- | --------------------- | ------ |
| 1980 | Dressed to Kill                                                | Motorista de táxi    |                       | [ 13 ] |
| 1981 | Friday the 13th Part 2                                         | Jeff                 |                       | [ 13 ] |
| 1981 | The First Time                                                 | Rick                 |                       | [ 14 ] |
| 1985 | Double Negative                                                | Alec Ealing          | Curta-metragem        | [ 15 ] |
| 1988 | Switching Channels                                             | Eric                 |                       | [ 13 ] |
| 1989 | Penn & Teller Get Killed                                       | Gerente de televisão |                       | [ 13 ] |
| 1991 | Guilty as Charged                                              | Joey                 |                       | [ 13 ] |
| 2013 | Crystal Lake Memories: The Complete History of Friday the 13th | Ele mesmo / "Jeff"   | Documentário em vídeo | [ 16 ] |

### Televisão
| Ano  | Título                                          | Papel                 | Notas                          | Ref.   |
| ---- | ----------------------------------------------- | --------------------- | ------------------------------ | ------ |
| 1983 | Hill Street Blues                               | Dennis Kinney         | Episódio: "Life in the Minors" | [ 17 ] |
| 1983 | Trauma Center                                   | Dr. 'Beaver' Bouvier  | Elenco principal               | [ 18 ] |
| 1983 | The Love Boat Fall Preview Special              | Ele mesmo             | Especial                       | [ 19 ] |
| 1984 | Comedy Zone                                     | Vários                | Elenco principal               | [ 8 ]  |
| 1999 | As the World Turns                              | Participação especial | Soap opera                     | [ 6 ]  |
| 2009 | His Name Was Jason: 30 Years of Friday the 13th | Ele mesmo             | Teledocumentário               | [ 20 ] |